# Georgy Babakin
Georgy Nikolayevich Babakin (em russo:  Гео́ргий Никола́евич Баба́кин; 13 de novembro de 1914 – 3 de agosto de 1971) foi um engenheiro soviético que trabalhou no programa especial. Foi projetista chefe da Lavotchkin de 1965 até sua morte.
As crateras Babakin na Lua e Babakin em Marte são denominadas em sua memória. O Centro Espacial Babakin também é denominado em sua memória.